# Margaret Pellegrini
Margaret Pellegrini (Tuscumbia, 23 de septiembre de 1923 - Glendale, 7 de agosto de 2013) fue una actriz estadounidense y una de las últimas tres munchkins sobrevivientes de la película El Mago de Oz de 1939, los otros dos son Jerry Maren y Ruth Robinson Duccini, por lo que Pellegrini fue de las dos únicas supervivientes Munchkins femeninas de la película. Ella nació como Margaret Williams en Tuscumbia, Alabama. Cuando ella estaba ayudando a un pariente en su puesto de papas fritas en la Feria del Estado de Tennessee, un grupo de gente pequeña se acercó y le preguntó si quería unirse a su programa, Henry Kramer's Midgets. "En ese momento no pensé que yo era una enana", dice Pellegrini (quien luego se quedó con una estatura de cerca de 3 pies y 4 pulgadas).
En la película, Pellegrini actuó como un "dormilón" y un aldeano Munchkin. Después de la película, se casó con Willie Pellegrini (un exluchador de tamaño medio) y tuvo dos hijos.
A través de los años, Pellegrini había acompañado con frecuencia a los supervivientes Munchkins a fiestas de Oz. En noviembre de 2011, fue descrita como una viuda bisabuela que vive en Glendale, Arizona, con una habitación en su casa dedicada a sus preciados objetos de colección sobre Oz.
Pellegrini murió el 7 de agosto de 2013 en Glendale, Arizona, de complicaciones por un derrame cerebral que tuvo en 2012. Ella tenía 89 años de edad.